# Tři ženy a lovec

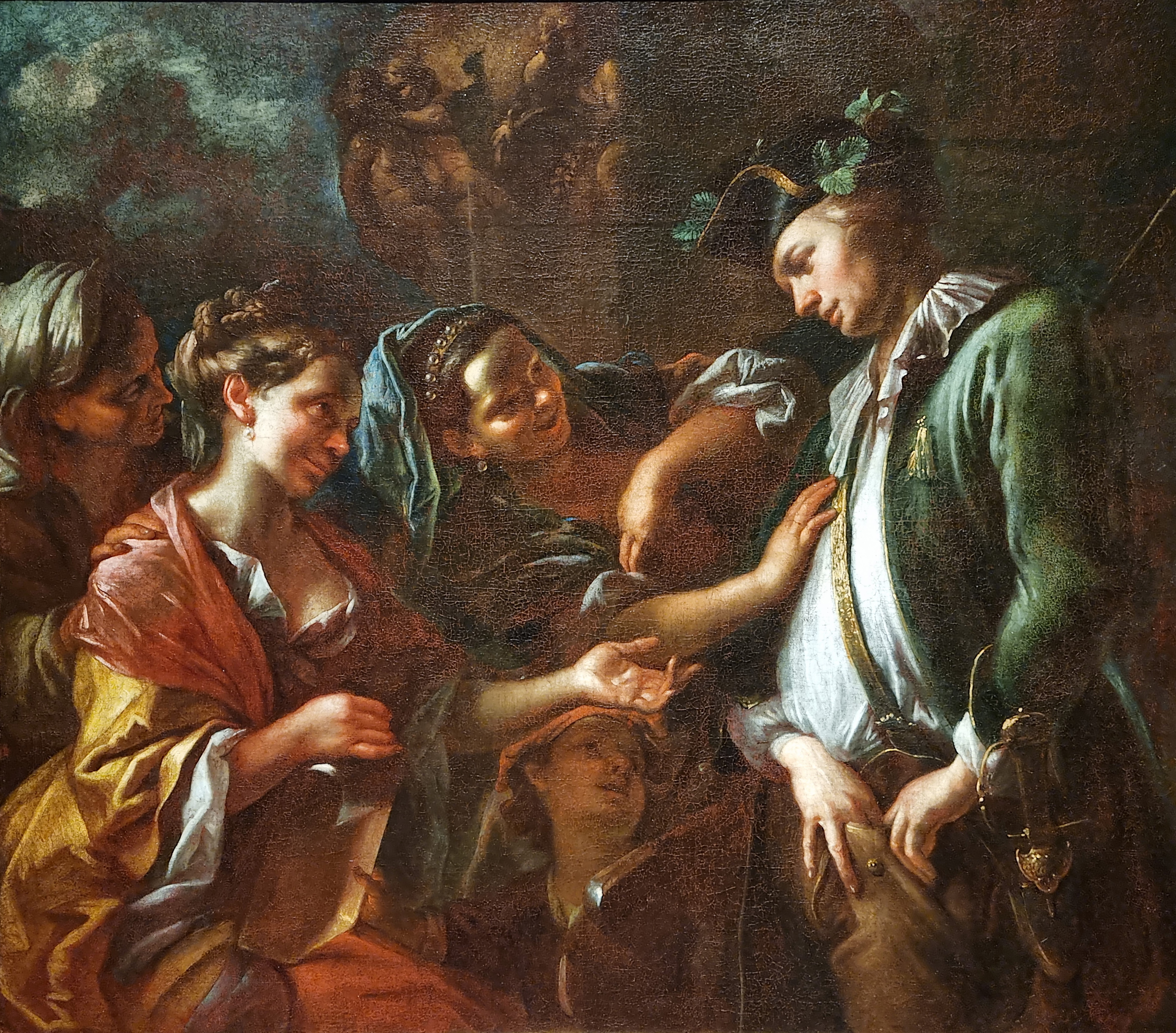
Tři ženy a lovec

Tři ženy a lovec (jiné názvy Zamilovaný lovec nebo Francouzský šlechtic ve špatné společnosti) je obraz Petra Brandla pocházející z počátku 20. let 18. století.

## Historie díla
Zamilovaný lovec, obraz, za který dostal Petr Brandl v době před únorem roku 1721 od hraběte Františka Josefa Černína nezvykle vysokou částku 600 zlatých, uvádí autor katalogu Jaromír Neumann z roku 1960. V soupise pozůstalosti  po hraběti z roku 1733 bylo toto dílo (spolu s nyní nezvěstným pandánem) označeno pod číslem 96: „Ein Stuck Von Dreijer Weibs Persohnen, Dabeij ein jager Von Brandl“. Po rozprodeji černínské obrazárny nezvěstné. Opětovně zaregistrované v majetku kláštera Vyšší Brod od roku 1888. V inventáři zaznačen jako Francouzský šlechtic ve špatné společnosti. V letech 1950–1992 vystaven v Alšově jihočeské galerii na Hluboké. V restituci navrácen do majetku kláštera ve Vyšším Brodě.

## Popis díla
Obdélný olej na plátně o rozměrech 130 × 140 cm označený novodobou literaturou jako Tři ženy a lovec je ikonograficky k tématu i objednavateli díla Františka Josefa Černína poněkud neuchopitelný při výkladu znalců tvorby Petra Brandla. Označovaný také jako Marnotratný syn.
V pravé části obrazu je zpodobněn mladík vzrušením popelavou tváří z profilu, oděn v lovecký šat a přepásán zlatem vyšívanou stuhou na které je zavěšeno pouzdro, v kterém zobrazeného prsty rukou (malířem zvýrazněném světelném akordu) cosi drží. Na protilehlé straně dějství jsou dvě postavy mladých dam a v pozadí třetí ženská postava. Žena, která je zrcadlově zpodobněnou a hlavní v dialogu s „lovcem“ třímá v klíně snad otevřenou truhlici a světlo dopadající na její tvář z profilu vtahuje divákovu pozornost k ušnímu boltci (symbol sluchu) s  perlovou náušnicí. Výrazné poprsí dívky je umocněno prudkým střídáním světla a stínu dopadající na její šat. Erotizující podtext Brandlův je podtržen  vzájemnou upřeností pohledů zobrazených.
Intimnost okamžiku je narušena postavou uprostřed (jakoby zrcadlem diváka v dějství obrazu), která se prsty pravé ruky s naléhavostí dotýká lovce v přesvědčujícím gestu. Tvář její je zacloněna hlubokým stínem s výrazným akordem monologu otevřených úst. A notně může býti jen alegorií „namlouvání“ pozorovatele vně díla.